# Земцовский, Изалий Иосифович
Изалий Иосифович Земцовский (род. 22 февраля 1936, Ленинград) — советский и российский музыковед-фольклорист. Доктор искусствоведения (1981), заслуженный деятель искусств РСФСР (1982), профессор (1992). Член Общества этномузыкологии (с 1969; США), Международного совета народной музыки при ЮНЕСКО (с 1972).
Ученик В. Я. Проппа, Ф. А. Рубцова (фольклор) и В. Н. Салманова (композиция).

## Биография
Родился 22 февраля 1936 года в Ленинграде. С 1956 года, ещё будучи студентом, принимал участие в фольклорных экспедициях. В 1958 году окончил филологический факультет Ленинградского государственного университета. В 1960 году окончил Ленинградскую консерваторию как теоретик (научный руководитель дипломной работы — Ф. А. Рубцов), в 1961 году — как композитор (класс В. Н. Салманова). 
С 1960 года Земцовский являлся старшим научным сотрудником сектора музыки в Ленинградском институте театра, музыки и кинематографии, а с 1969 года — сектора фольклора Ленинградского НИИ театра, музыки и кинематографии (в 1969—1971 годах заведующий кабинетом фольклора).   
Автор книг и статей, посвящённых проблемам музыкальной фольклористики, творчеству русских и советских композиторов. Составитель и редактор сборника «Славянский музыкальный фольклор» (1972).
С 1994 года  живёт и преподаёт, преимущественно, в США.

## Сочинения
- Русская народная песня. Научно-популярный очерк. М.—Л., 1964.
- Русские народные протяжные песни (Антология). М.—Л., 1966.
- Земцовский И. И. Искатели песен: Рассказы о собирателях народных песен в дореволюционной и Советской России. — Л.: Музыка, 1967. — 112, [2] с. — 6680 экз. (обл.)
- Русская протяжная песня. Опыт исследования. Л., 1967.
- Торопецкие песни. Песни родины М. Мусоргского. Запись, составление, комментарии. Л., 1967.
- Народные песни о Ленине (совм. с Н. Бондарь). Л. — М., 1970.
- Мелодика календарных песен. Л.: Музыка, 1975. 224 с.
- Земцовский И. И. Введение в вероятностный мир фольклора: (К проблеме этномузыковедческой методологии) // Методы изучения фольклора. Сб. науч. тр. Л., 1983.
- Земцовский И. И. Пропп — музыкант // Неизвестный В. Я. Пропп: (Антология) / Сост. Антонина Мартынова.. — СПб.: Алетейя, 2002. — С. 448-451. — 480 с. — (Петербургская серия). — 1500 экз. — ISBN 5-89329-512-9.

- Земцовский И. И. Героический эпос жизни и творчества Бориса Николаевича Путилова.. — СПб.: Европейский Дом, 2005. — 108 с. — ISBN 5-8015-0181-9.